# San Cristóbal, Venezuela
San Cristóbal är en stad i delstaten Táchira i västra Venezuela. Staden är huvudort i kommunen med samma namn och grundades av Juan Maldonado, kapten i den spanska armén, den 31 mars 1561.
San Cristóbal är belägen i den venezuelanska delen av Anderna och är omgivet av berg och naturlandskap. Staden, som har närmare en halv miljon invånare, har utvecklats väl ekonomiskt tack vare rika jordar samt närheten till den colombianska gränsen och är belägen längs en gren av den Pan-amerikanska landsvägen (Carretera Panamericana). Den 18 maj 1875 skadades staden svårt av en jordbävning.

## Galleri

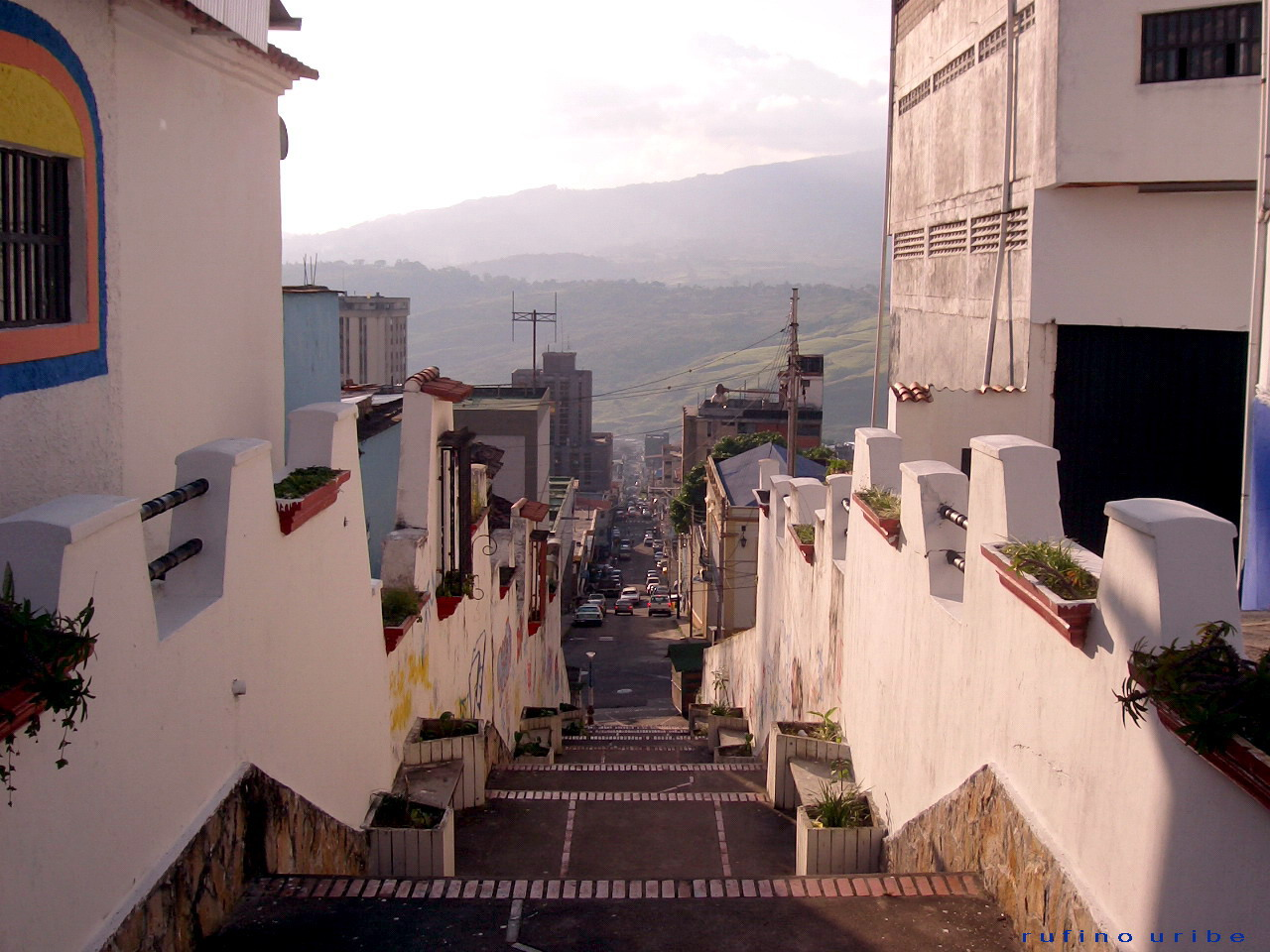
Gatuvy i staden